# Aggregaat (plantkunde)
Een aggregaat (afgekort agg.) is in de taxonomie van planten een groep van plantensoorten die moeilijk van elkaar te onderscheiden zijn.
De onderverdeling bij de taxonomie onderscheidt duidelijk van elkaar te onderscheiden groepen van planten. Plantensoorten zijn echter niet altijd duidelijk van elkaar onderscheidbaar door nauwe verwantschap en/of hybridisatie van nauw verwante soorten.
Voorbeelden zijn Carex flava agg., Rubus fruticosus agg., Potentilla anglica agg. en Ranunculus aquatilis agg.
De aanduiding heeft geen formele status.